# Corona (Antike)

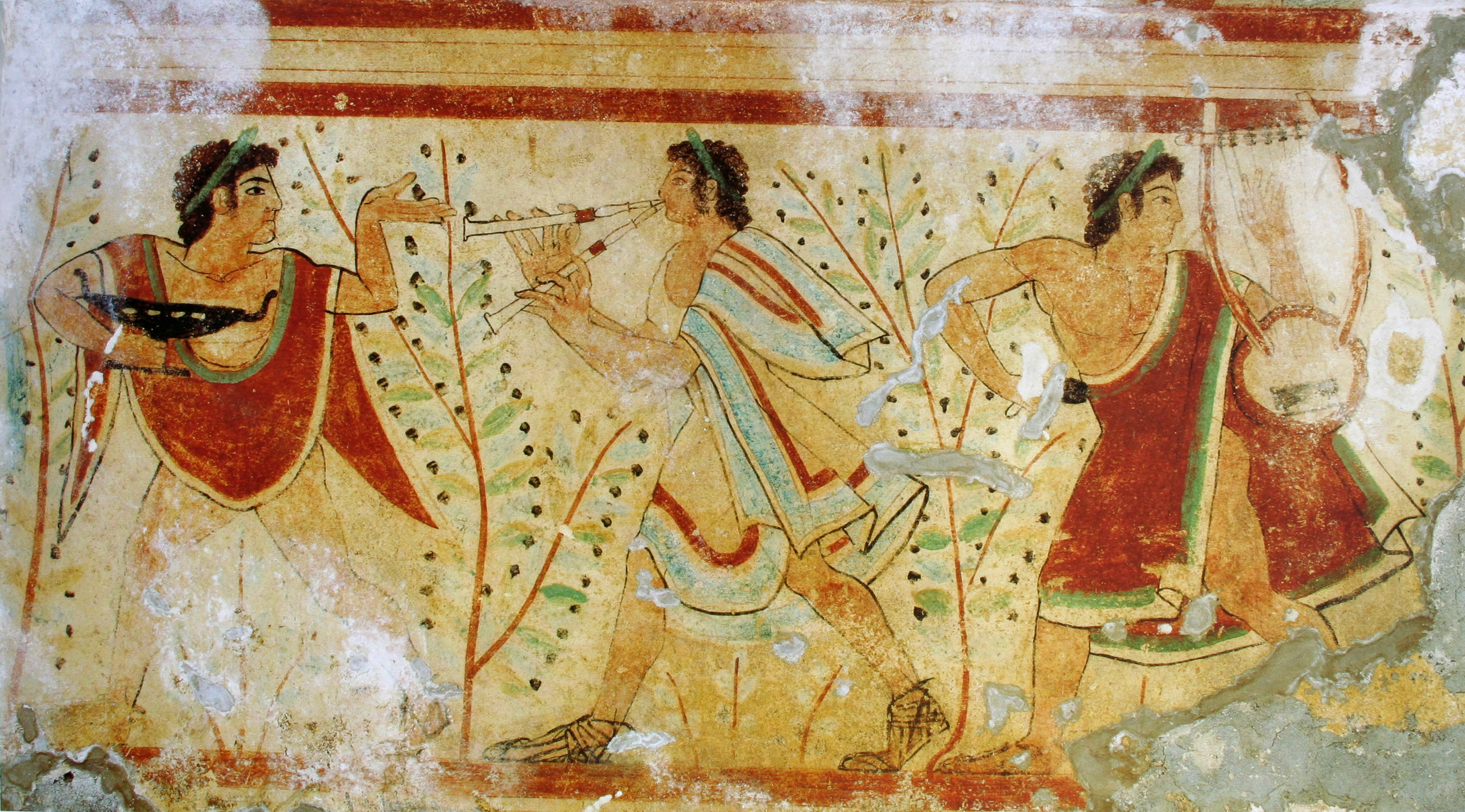
Bekränzte Zecher auf einem etruskischen Grabgemälde (etwa 500 v. Chr.; Tomba dei Leopardi, Tarquinia, Italien)

Corona (Plural Coronae; lateinisch „Kranz“) war ein in der griechischen und römischen Antike als Auszeichnung verliehener oder zu kultischen Zwecken getragener Kranz aus Blumen, Blättern oder Zweigen bzw. die Nachbildung eines solchen Kranzes aus Metall.

## Terminologie
Die zahlreichen Bezeichnungen und Synonyme bei Griechen und Römern belegen die Bedeutung, die Kränze im öffentlichen und privaten Leben der Antike hatten. So gibt es im Lateinischen neben der Corona auch:
- Strophium bzw. Struppus, eigentlich ein gedrehter, als Haarreif getragener Strick, von Plinius dem Älteren als ursprüngliche Form der Corona genannt.[1] Plinius bemerkt auch, dass in alter Zeit die Kränze klein gewesen seien, daher
- Strophiolum als Verkleinerungsform von Strophium
- Corolla, ein kleiner Kranz, Verkleinerungsform von Corona. Speziell die aus vergoldetem (corolla inaurata) oder versilbertem (corolla inargentata) Kupferblech hergestellten Nachbildungen. Sie dienten insbesondere als Zeichen der Anerkennung für Schauspieler und andere Künstler.[2]
- Sertum, ein Blumenkranz

Auch das Griechische weist neben der Hauptbezeichnung Stéphanos (στέφανος) mehrere Synonyme auf:
- Stéphos (στέφος)
- Stephánoma (στεφάνωμα)
- Stepháne (στεφάνη)

Die Stephane ist ein weiblicher Haarschmuck, nicht unbedingt ein Kranz. Die Göttinnen Hera und Juno wurde stets mit einer Stephane als Zeichen ihrer Hoheit dargestellt.

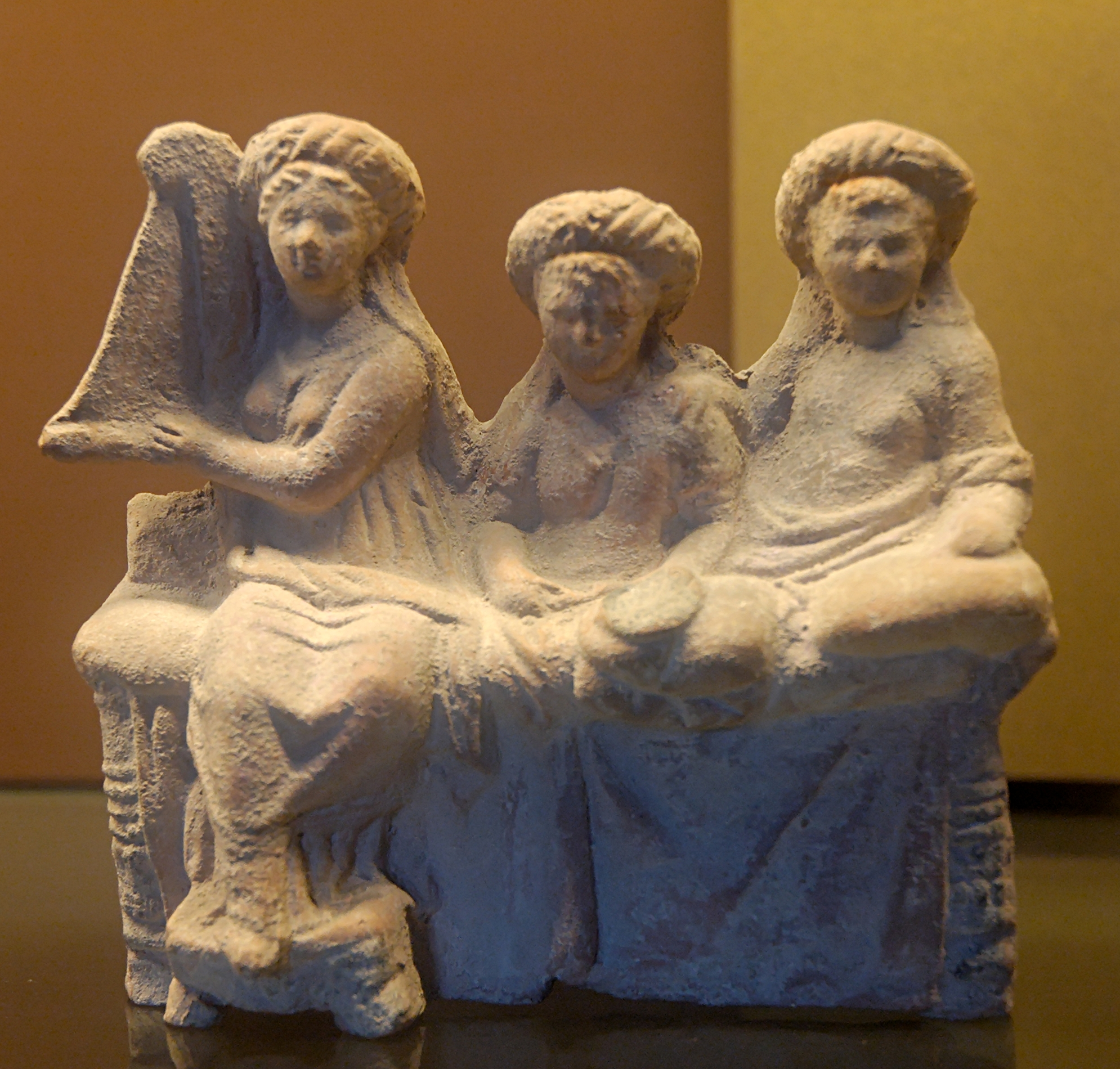
Frauen mit Stephane bei einem Bankett (Terrakottagruppe aus Myrina in Mysien, etwa 25 v. Chr.; Louvre, Paris)

Der Herstellung von Kränzen widmete sich ein eigener Berufsstand, bei den Griechen Stephaneplokoi (στεφανηπλόκοι) oder Stephanopoioi (στεφανοποιοί) genannt, bei den Römern hießen sie coronarii. Der Blumenmarkt in Athen hieß ai myrrinai (αἱ μυρρίναι, von Myrte μύρτος), da die Myrte die für die Kranzherstellung am meisten verwendete Blume war. Manchen der dort arbeitenden Kranzwinderinnen gelang der Aufstieg vom Blumenmädchen zur berühmten Hetäre. Eine Kranzwinderin fand sogar Eingang in die Kunstgeschichte, da der Maler Pausias von Sikyon seinen Ruhm durch ein Bild begründete, das seine Geliebte Glykera als Kranzwinderin zeigte. Es wird berichtet, er habe seine Kunstfertigkeit bei der Darstellung von Blumen in einem Wettstreit mit seiner Geliebten entwickelt. Glykera habe dabei versucht, ihre Gebinde so zu gestalten, dass sie den Maler vor immer neue und größere Herausforderung stellten, in einem Wettstreit zwischen Natur und Kunst demnach die Natur vertreten.
Die für die Herstellung tauglichen Blumenarten nannte man Stephanomata (στεφανώματα) bei den Griechen und coronamenta. Plinius berichtet, Cato habe den Anbau von Blumen empfohlen. Diese Blumenbeete sollten aber primär nicht der Verschönerung des Gartens dienen, sondern (ähnlich einem Gemüsebeet) Material für den Hausbedarf an Kränzen liefern.
Das Thema war derart bedeutend, dass eine eigene Literatur existierte. Dazu gehört an erster Stelle Plinius, der den Kränzen Buch XXI seiner Naturgeschichte widmet, Athenaios Buch XV des Gelehrtengastmahls, Theophrastos von Eresos, und Iulius Pollux,. 

## Kultische Kränze
Das Tragen von Kränzen bei kultischen Handlungen ist seit frühester Zeit belegt. Bei den Kultfeiern eines Gottes wurden Kränze aus der dem Gott entsprechenden Pflanze getragen. Bei Apollon, Zeus und Aphrodite war das der Lorbeer, bei Demeter und Kore die Kornähre, Efeu und natürlich Weinlaub waren dem Dionysos zugeordnet usw. In den Mysterienkulten zeigte das Tragen bzw. das Aufsetzen von Kränzen Zugehörigkeit bzw. Einweihung in den Kult an. Das Tragen von Kränzen beschränkte sich aber nicht auf Priester und Teilnehmer einer Kultfeier, auch Opfertiere und Kultgerät, sogar Tempel wurden mit Kränzen geschmückt.

## Kränze beimAgon

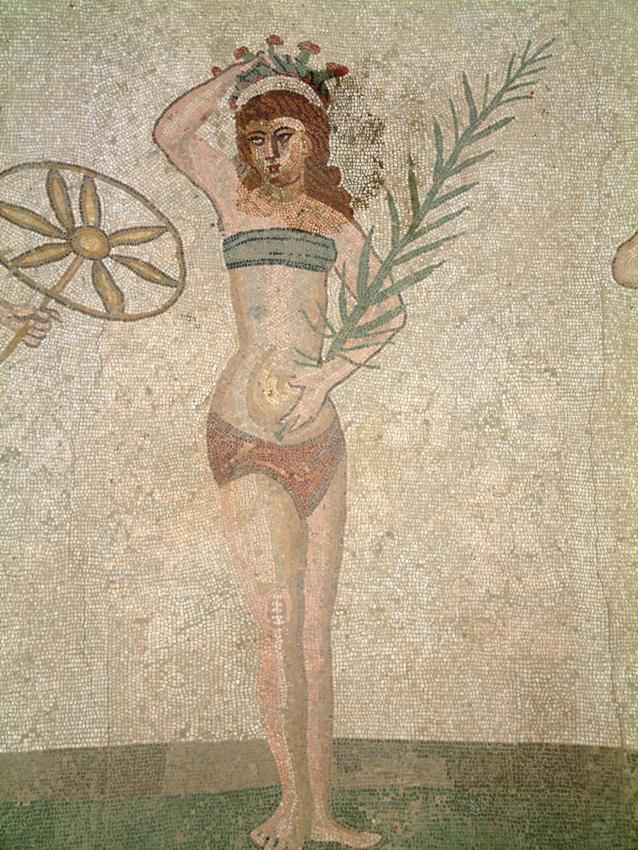
Sportlerin mit Corona (Mosaik aus der Villa Romana del Casale)

Da der sportliche Wettkampf, der Agon, in der Antike in erster Linie eine religiöse Feier war, ist es nicht erstaunlich, dass auch hier ausgiebig bekränzt wurde, allerdings nicht nur mit Lorbeer. Der Sieger der Pythischen Spiele in Delphi wurde mit Lorbeer bekränzt, bei den Olympischen Spielen und den Panathenäen waren es Zweige vom Ölbaum, die Sieger der Nemeischen und der Isthmischen Spiele trugen Kränze aus Fichtenzweigen und Sellerie. Auch Pappel- und Myrtenzweige werden als Material für Siegerkränze genannt.

## Private Bekränzungen
Auch beim Symposion, dem Gastmahl, trugen die Teilnehmer Kränze. Der Grund war, dass die Übergänge zwischen 
- der dem Weingott Dionysos geweihten Feier,
- dem förmlichen Gastmahl mit künstlerischen Darbietungen und gelehrten Gesprächen und
- dem ordinären Gelage mit Wettsaufen und Prostituierten

sehr fließend waren. Nach Athenaios wurde das Tragen eines Efeu-Kranzes beim Gastmahl von Dionysos selbst eingeführt. Man glaubte, dass Efeu dem Bewahren der Nüchternheit förderlich sei und die Folgen zu starken Weingenusses abmildere. Auch von Myrten-, Veilchen- und Rosen-Kränzen erhoffte man sich eine Stärkung der Trinkfestigkeit. Wenn das Gelage beendet war und die Zecher nach Hause wankten, ein Komos genannter Umzug mit besonderen Sitten und Gebräuchen, wurde der dann nicht mehr gebrauchte Kranz an die Tür der oder des Geliebten gehängt.
Anlässe, die mit Geburt, Tod und anderen Wendepunkten des Lebens in Zusammenhang stehen, wurden nicht ohne Corona begangen. Die Amphidromia, das Fest bei der Geburt eines Kindes, wurde durch einen an die Tür gehängten Kranz aus Ölzweigen oder aus Wolle der Nachbarschaft angezeigt. Bei der Hochzeit trugen Braut und Bräutigam Kränze. Und auch Verstorbenen wurde ein Kranz aufgesetzt, Kränze wurden ins Grab gelegt, an Graburnen oder an Gräbern angebracht oder aufgemalt.
Eine weitere Form der Wende im Lebensschicksal war der Verkauf eines Kriegsgefangenen in die Sklaverei. Auch hier wurden die Gefangenen bekränzt, was sich in dem Ausdruck sub corona vendere („unter dem Kranz verkaufen“) abbildet. Es handelte sich dabei aber um einen in der römischen Frühzeit geübten Brauch, im 1. Jahrhundert wird er schon als archaisch beschrieben.

## Coronae als Teil der römischenDona militaria

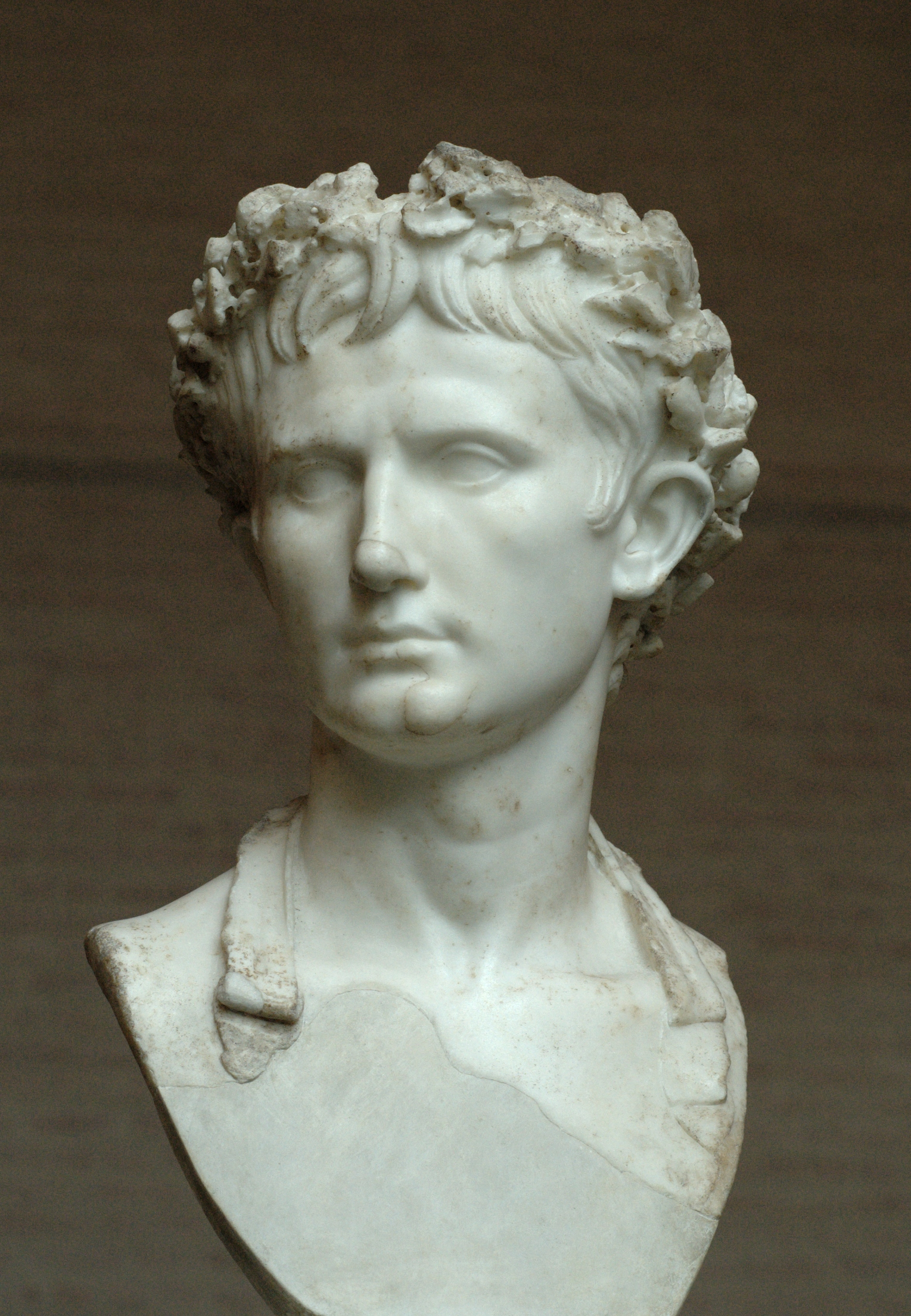
Büste des Augustus mit „Corona civica“ (Glyptothek, München)

In der römischen Armee gab es ein differenziertes System von als militärische Auszeichnung verliehenen Coronae:
- Corona obsidionalis graminea (Belagerungs- oder Graskrone)
- Corona civica (Bürgerkrone)
- Corona triumphalis (Lorbeerkranz der Imperatoren)
- Corona muralis (Mauerkrone)
- Corona vallaris (Wallkrone)
- Corona exploratoria (Kundschafterkrone)
- Corona navalis oder rostrata (Seekrone)
- Corona aurea, eine goldene Krone, die den höheren Rängen in der Kaiserzeit nach einem erfolgreichen Feldzug verliehen wurden. Die hohen Offiziere bekamen teilweise gleich mehrere davon.

## Corona fidei
Das Christentum stand den heidnischen Bekränzungsbräuchen ablehnend gegenüber. Der Kirchenvater Tertullian verfasste De corona militis („Vom Kranze des Soldaten“), eine Schrift, in der er sich gegen die Bekränzung im Militärwesen wandte. Aber bald fand auch das Christentum seine Kronen und Kränze, nämlich corona fidei, die Märtyrerkrone, die zwar nicht substantiell, sondern eher metaphysisch war, dennoch jedenfalls eine Auszeichnung. In der christlichen Ikonographie späterer Jahrhunderte wurde die Märtyrerkrone dann zum geläufigen Attribut bei der Darstellung von Märtyrern.